# Existenzanalyse (Fachzeitschrift)
Existenzanalyse ist eine internationale Fachzeitschrift für Psychotherapie, Beratung und Coaching.
Die Publikation ist das wissenschaftliche Organ der Internationalen Gesellschaft für Logotherapie und Existenzanalyse mit Sitz in Wien. Die Ausrichtung der Zeitschrift hat grundlegend zum Ziel, die Inhalte der Existenzanalyse und Logotherapie weiterzuentwickeln sowie die Anwendungsmöglichkeiten und ihre Bereiche aufzuzeigen und zu reflektieren.
Schwerpunkte bilden dabei die Veröffentlichung von Originalarbeiten, Übersichtsartikeln, Projektberichten, Falldarstellungen, Kongressbeiträgen, Diskussionen und Fachbriefen (letters to the editor) mit Bezug auf Forschung, Anthropologie und Praxis der neueren Existenzanalyse. Die Erscheinungsweise ist halbjährlich, wobei in der jeweils ersten Jahreshälfte ein spezifischer Themenband und in der zweiten Jahreshälfte ein Kongressbericht mit Beiträgen des je vorangegangenen Jahreskongresses aufgelegt werden.
Herausgegeben wird die Zeitschrift von der GLE-International. Die Redaktion führen derzeit Emmanuel Bauer (wissenschaftliche Leitung), Silvia Längle und Astrid Görtz (operative Leitung). Die fachliche Begleitung erfolgt durch einen rund 30-köpfigen wissenschaftlichen Beirat.
Das Zeitschriftenarchiv ist online zugänglich. Aktuelle Ausgaben können kostenpflichtig abgerufen werden, alle älteren Beiträge sind 18 Monate nach Veröffentlichung frei erhältlich.
Die Existenzanalyse ist in den Zeitschriftendatenbanken PSYNDEX (ZPID) und SCOPUS (Elsevier) gelistet.

## Geschichte
Die Zeitschrift erschien von 1985 bis 1994 als Bulletin der Gesellschaft für Logotherapie und Existenzanalyse (ISSN 0258-5383) und wird seit 1995 unter dem aktuellen Namen Existenzanalyse herausgegeben.